# Igualdad de resultados

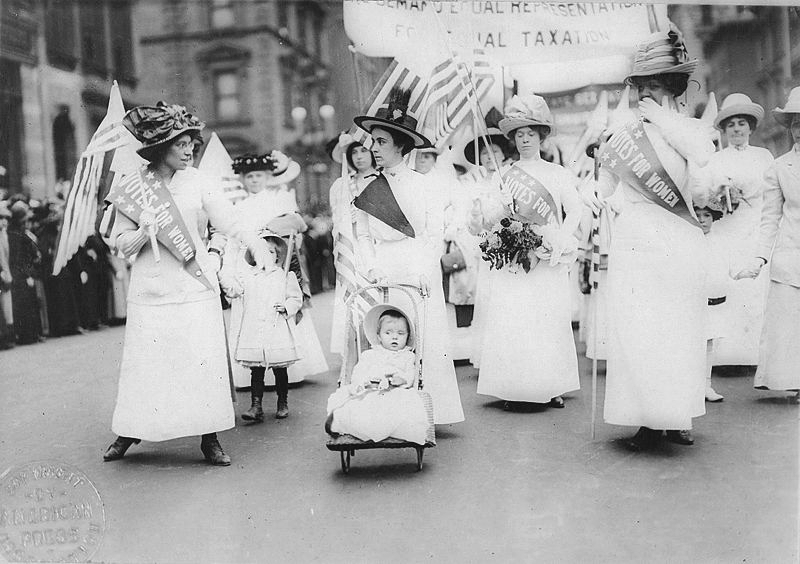
Desfile por el sufragio femenino en la ciudad de Nueva York, 4 de mayo de 1912.

La igualdad de resultados es un concepto de justicia social que defiende la igualdad real alcanzada y contrastada en materia de derechos humanos, tanto derechos civiles y políticos como derechos económicos, sociales y culturales.

## Igualdad de resultados en derechos humanos
El cumplimiento de los derechos humanos por los distintos gobiernos viene obligada por la ratificación de los distintos pactos internacionales sobre los mismos. Así, existe la Carta Internacional de Derechos Humanos, la Declaración Universal de los Derechos Humanos, el Pacto Internacional de Derechos Civiles y Políticos y el Pacto Internacional de Derechos Económicos, Sociales y Culturales (ICESCR) que han podido o no ser ratificados por los Estados. La supervisión de los derechos humanos solo es posible si se comprueba y confirma el cumplimiento real de los mismos en las distintas sociedades y para todos los ciudadanos, en caso contrario hablaríamos de igualdad formal pero no real o de igualdad de oportunidades para el logro de unos derechos pero no de su consecución.

### Igualdad formal, de oportunidades y de resultados
El concepto de igualdad de resultados va más allá de la igualdad formal que se recoge en las constituciones y en el corpus legislativo pero que no se promueve ni cumple ni en contenido ni alcanza a toda la población que es acreedora de dichos derechos. En este sentido la igualdad de resultados se contrapone a la idea de igualdad formal y también a la igualdad de oportunidades que limita esa igualdad teórica a un punto de partida ideal que se desentendería del proceso posterior en el desarrollo, consecución y comprobación de los objetivos y derechos potencialmente reconocidos.
La igualdad de resultados no pretendería una igualación sistemática en todos los aspectos de la vida, ya que los factores que condicionan la diversidad social, el éxito, el fracaso, la enfermedad, los accidentes... en una sociedad formada por individuos de capacidades dispares y sometidos a situaciones azarosas no solo es imposible sino innecesario garantizar idealmente una igualdad absoluta de resultados. Si lo es, exigir, que los derechos humanos alcancen a todos los ciudadanos.
La igualdad de resultados es una propuesta deontológica que pone en foco en la comprobación de los derechos de los ciudadanos, en el resultado y no en la potencialidad de la igualdad formal. 
La igualdad formal es la base de los derechos humanos que busca la igualdad de oportunidades mediante el cumplimento de los artículos de esta. Existen siempre situaciones de desigualdad -física, intelectual, económica (herencia), sociales y culturales- que hacen más difícil la igualdad de oportunidades, en el sentido práctico. Son los gobiernos, cuerpos legislativos y el sistema judicial del Estado de Derecho quienes deben promover, vigilar y garantizar su cumplimiento.

## Aspectos ideológicos
Las ideologías que consideran un bien deseable el igualitarismo y la mayor igualdad social suelen preferir la igualdad de resultados a la igualdad de oportunidades. Tradicionalmente la izquierda política ha sido más favorable a la igualdad de resultados, mientras que la derecha política tradicionalmente más proclive a la igualdad de oportunidades. La máxima del socialismo marxista del «a cada cual según su aporte», frecuentemente repetida en la forma «a cada uno según su necesidad, de cada uno según su capacidad», ilustra la idea defendida por los que prefieren la igualdad de resultados frente a la igualdad de oportunidades. Otra política ampliamente practicada, inspirada más en la igualdad de resultados que de oportunidades es la redistributividad de los impuestos.